# Annexe (commune)
Pour les articles homonymes, voir Annexe.
Annexe est une commune essentiellement rurale de la ville de Lubumbashi en République démocratique du Congo. Elle entoure entièrement les autres communes du centre urbain de la ville. Elle fut créée en 1957 pour répondre à l’urbanisation croissante de Lubumbashi.

## Quartiers
- Kalebuka
- Kasapa
- Kasungami
- Kimbembe
- Kisanga
- Luwowoshi
- Munua
- Naviundu
- kamasaka
- Kamisepe
- Kamatete
- Kasangiri